# Acuerdo centroeuropeo de libre comercio

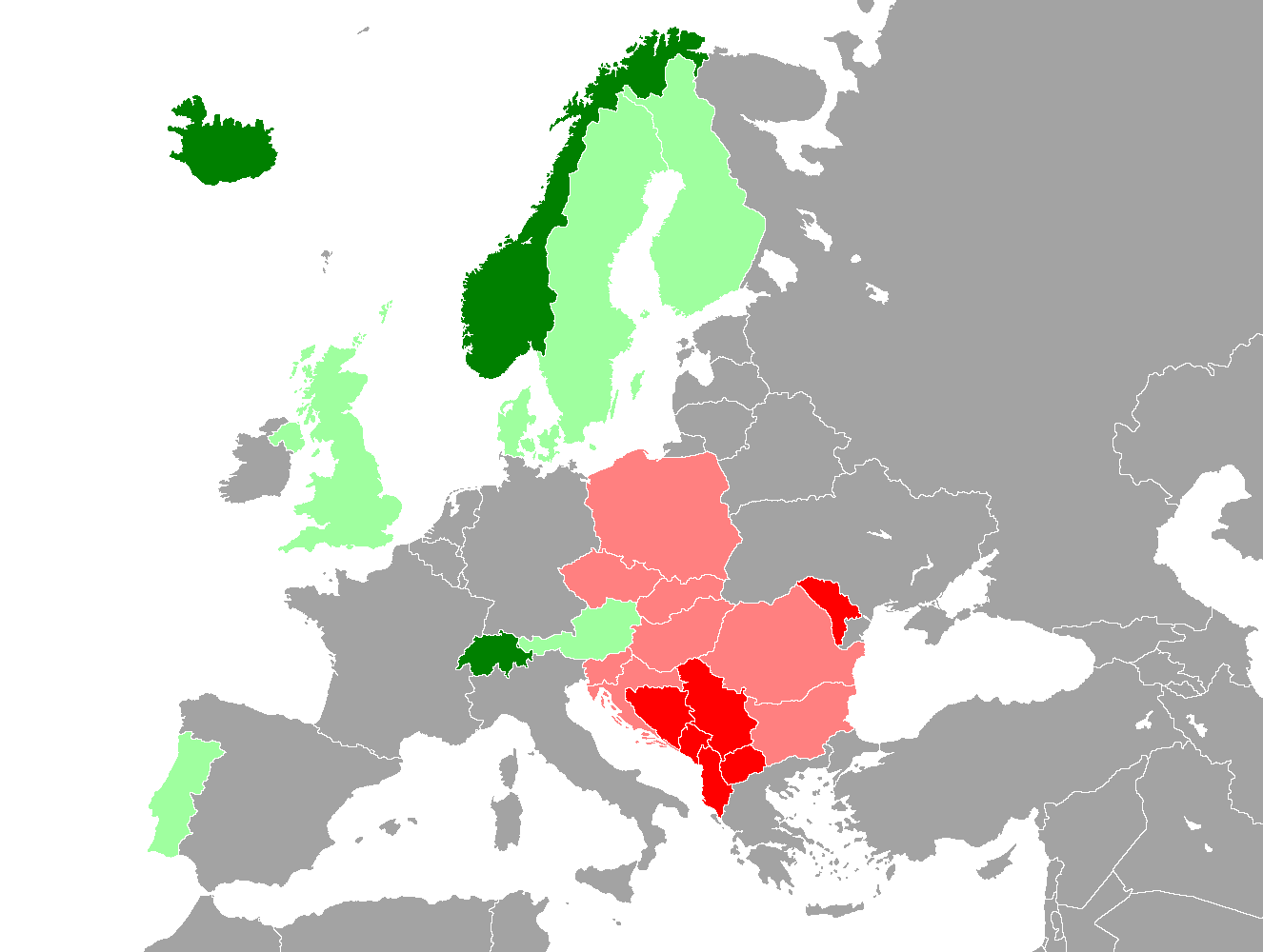
Países miembros de la EFTA
Antiguos miembros de la EFTA
Países miembros de la CEFTA
Antiguos miembros de la CEFTA

El Acuerdo Centroeuropeo de Libre Comercio (CEFTA, por sus siglas en inglés) es un acuerdo comercial regional destinado a fomentar la cooperación económica y la integración entre sus Estados miembros en Europa Central y Sudoriental. Establecido el 21 de diciembre de 1992 en Cracovia, Polonia, CEFTA surgió como un marco de colaboración económica entre países postcomunistas que estaban en proceso de transición hacia economías de mercado tras la disolución del Bloque del Este. A lo largo de los años, CEFTA ha experimentado cambios significativos en su membresía y alcance, convirtiéndose en un mecanismo clave para promover el comercio, reducir barreras y preparar a sus miembros para una eventual integración en la Unión Europea (UE).
Los signatarios originales de CEFTA fueron Polonia, Hungría y Checoslovaquia (posteriormente sucedida por la República Checa y Eslovaquia tras su separación pacífica en 1993). El acuerdo buscaba promover el libre comercio mediante la reducción de aranceles, cuotas y otras barreras comerciales entre sus miembros, fomentando así el crecimiento económico, la modernización industrial y la estabilidad regional. Además, CEFTA tenía como objetivo alinear las políticas económicas de sus miembros con los estándares de la UE, posicionándolos para su futura adhesión.
A medida que los estados miembros lograron unirse a la UE a principios de la década de 2000—comenzando con Hungría, Polonia, la República Checa y Eslovaquia en 2004—la composición de CEFTA cambió. En 2006, se firmó una nueva versión del acuerdo en Bucarest, Rumanía, ampliando su enfoque para incluir a los países de los Balcanes Occidentales. El CEFTA revisado, implementado en 2007, reunió a Albania, Bosnia y Herzegovina, Croacia (miembro hasta su adhesión a la UE en 2013), Kosovo, Moldavia, Montenegro, Macedonia del Norte y Serbia.
En la actualidad, CEFTA funciona como una plataforma vital para la integración económica entre los países no pertenecientes a la UE en la región, facilitando la liberalización del comercio y promoviendo vínculos económicos más estrechos. Más allá de la reducción de barreras comerciales, el acuerdo abarca áreas clave como los derechos de propiedad intelectual, la inversión, la contratación pública y las políticas de competencia. También proporciona un marco para resolver disputas comerciales y mejorar la transparencia y la cooperación en la formulación de políticas económicas.
CEFTA desempeña un papel crucial en el desarrollo económico de sus miembros al fomentar el comercio intrarregional, atraer inversión extranjera y promover una mayor alineación con los estándares y prácticas de la UE. Como tal, se considera ampliamente un paso esencial para sus miembros en el camino hacia la plena integración en la UE. A pesar de sus logros, CEFTA enfrenta desafíos relacionados con tensiones políticas, desequilibrios comerciales y el complejo panorama económico de la región. Sin embargo, sigue siendo una piedra angular de la colaboración económica regional en Europa Central y Sudoriental.

## Miembros
Desde el 1 de julio de 2013, los miembros de CEFTA son: Albania, Bosnia y Herzegovina, Macedonia del Norte, Moldavia, Montenegro, Serbia y Kosovo. Antiguos miembros fueron Bulgaria, Chequia, Hungría, Polonia, Rumanía, Eslovaquia, Eslovenia y Croacia.
| Miembros del acuerdo | Miembros del acuerdo | Adhesión | Abandono |
| -------------------- | -------------------- | -------- | -------- |
| Polonia              | Polonia              | 1992     | 2004     |
| Hungría              | Hungría              | 1992     | 2004     |
| Checoslovaquia       | República Checa      | 1992     | 2004     |
| Checoslovaquia       | Eslovaquia           | 1992     | 2004     |
| Eslovenia            | Eslovenia            | 1996     | 2004     |
| Rumania              | Rumania              | 1997     | 2007     |
| Bulgaria             | Bulgaria             | 1999     | 2007     |
| Croacia              | Croacia              | 2002     | 2013     |
| Macedonia del Norte  | Macedonia del Norte  | 2006     | —        |
| Bosnia y Herzegovina | Bosnia y Herzegovina | 2007     | —        |
| Moldavia             | Moldavia             | 2007     | —        |
| Serbia               | Serbia               | 2007     | —        |
| Montenegro           | Montenegro           | 2007     | —        |
| Albania              | Albania              | 2007     | —        |
| MINUK (Kosovo)       | MINUK (Kosovo)       | 2007     | —        |

## Criterios para alcanzar la condición de miembro
Antiguos criterios (Declaración de Poznań):
- Miembro de la Organización Mundial del Comercio
- Acuerdo asociativo con la UE con pretensiones de futura plena membresía
- Tratado de libre comercio con los miembros actuales del CEFTA

Criterios actuales desde el encuentro de Zagreb en 2005:
- Miembro de la Organización Mundial del Comercio o respeto a todas las regulaciones de la OMC
- cualquier acuerdo asociativo con la UE
- Tratado de libre comercio con los miembros actuales del CEFTA

## Historia

### Acuerdo original
El acuerdo original fue firmado por los países del grupo Visegrád: Polonia, Hungría y Checoslovaquia, el 21 de diciembre de 1992 en Cracovia, Polonia, entrando en vigor en julio de 1994. A través del CEFTA, los países participantes aspiran a incrementar su integración en las instituciones de Europa Occidental y, a través de ello, adherirse a los sistemas económicos, políticos, legales y de seguridad europeos, en aras de una consolidación de la democracia y la economía de libre mercado.
Eslovenia se adhirió al CEFTA en 1996, Rumanía en 1997, Bulgaria en 1998, Croacia en 2003 y Macedonia (actual Macedonia del Norte) en 2006.
El objetivo principal de los países de Europa Central y del Este después de obtener su independencia de la Unión de Repúblicas Soviéticas Socialistas, fue adherirse a la Comunidad Europea.para mejorar su economía. Con tal propósito, los países de la Europa Central fundaron el Tratado de Libre Comercio de Europa Central (CEFTA) que entró en vigor el 3 de junio de 1994. Posteriormente, los países miembros de CEFTA, se afiliaron a la Zona Europea de Denominaciones de Origen.

### Acuerdo CEFTA de 2006
Todos los miembros del acuerdo original, excepto Macedonia del Norte, se han unido a la UE y consiguientemente abandonado el CEFTA. Por lo tanto, se decidió extender el CEFTA para abarcar el resto de los estados balcánicos, que ya habían completado una matriz de acuerdos de libre comercio bilaterales en el marco del Pacto de Estabilidad para el Sudeste de Europa. El 6 de abril de 2006, en el encuentro de Primeros Ministros del sureste de Europa en Bucarest, se adoptó una declaración conjunta de expansión del CEFTA a Albania, Bosnia y Herzegovina, UNMIK en representación de Kosovo, Moldavia, Serbia y Montenegro.  El acceso de Ucrania al tratado también ha sido discutido. El nuevo acuerdo ampliado fue inicializado el 9 de noviembre de 2006 en Bruselas y fue firmado el 19 de diciembre de 2006 en el encuentro de Primeros Ministros del sureste de Europa en Bucarest. El acuerdo entró en vigor el 26 de julio de 2007 para Albania, Kosovo, Moldavia, Montenegro y Macedonia, el 22 de agosto para Croacia, el 24 de octubre para Serbia y el 22 de noviembre de 2007 para Bosnia y Herzegovina. El objetivo del acuerdo era establecer una zona de libre comercio en la región para el 31 de diciembre de 2010.
El CEFTA 2006 tiene por objeto ampliar el comercio regional de bienes y servicios, crear un entorno atractivo para la inversión y contribuir al desarrollo económico y la cooperación entre las Partes. Basándose en los principios de las normas y procedimientos de la OMC y armonizando sus políticas con la legislación de la UE, el CEFTA proporciona un instrumento eficaz para que las Partes aceleren su agenda de integración europea. Desde su creación, el CEFTA ha ido profundizando en las áreas de cooperación basándose en las necesidades de las empresas y reforzando las relaciones comerciales entre las Partes. Desde lograr la plena liberalización del comercio de bienes y una mayor liberalización del comercio de servicios, pasando por la reducción de los costes relacionados con el comercio, la armonización de las políticas dentro de las Partes sobre la base de la legislación de la UE, hasta la agilización del comercio entre las Partes mediante el intercambio electrónico de información, el CEFTA ha demostrado ser un marco que garantiza unas relaciones comerciales transparentes entre las Partes que pueden permitir a las empresas mejorar sus capacidades para los diferentes mercados.

## Relaciones con la Unión Europea
Todos los miembros del CEFTA han firmado previamente acuerdos de asociación con la UE, de modo que el CEFTA ha servido de hecho como preparación para la membresía plena en la Unión. Polonia, la República Checa, Hungría, Eslovaquia y Eslovenia se unieron a la UE el 1 de mayo de 2004, Bulgaria y Rumanía el 1 de enero de 2007, y Croacia el 1 de julio de 2013. Mientras que todos sus miembros actuales (salvo Kosovo MINUK, que es candidato potencial) son candidatos oficiales a la membresía en la UE.

## Miembros que han roto el acuerdo
En noviembre de 2018, por primera vez en su historia, Kosovo, que había aceptado las reglas del Acuerdo de Libre Comercio de Europa Central, las rompió al aplicar un arancel del 100% a los productos importados de Serbia y de Bosnia y Herzegovina, otros dos Estados miembros de la asociación.  Federica Mogherini, la Alta representante de la Unión para Asuntos Exteriores afirmó que los aranceles aduaneros de Kosovo eran una "clara violación" de los acuerdos del CEFTA. 

## Lista de miembros por PIB (PPP) per cápita
| Miembro              | PIB (PPP) per cápita 2011 |
| -------------------- | ------------------------- |
| Montenegro           | 11,628                    |
| Macedonia del Norte  | 10,444                    |
| Serbia               | 10,405                    |
| Bosnia y Herzegovina | 8,115                     |
| Albania              | 7,848                     |
| Kosovo               | 7,369                     |
| Moldavia             | 3,382                     |

## Organización

### Presidencia
La presidencia es anual y rota entre los Estados miembros:
- 2007:  Macedonia
- 2008:  Moldavia
- 2009:  Montenegro
- 2010:  Serbia
- 2011:  Kosovo/UNMIK
- 2012:  Albania
- 2013:  Bosnia y Herzegovina
- 2014:  Macedonia
- 2015:  Moldavia
- 2016:  Montenegro
- 2017:  Serbia
- 2018:  Kosovo/UNMIK
- 2019:  Albania
- 2020:  Bosnia y Herzegovina
- 2021:  Macedonia del Norte
- 2022:  Moldavia
- 2023:  Montenegro
- 2024:  Serbia

## Realización
El CEFTA se ha implementado en tres etapas principales:
- En 1993, los países miembros eliminaron los derechos de aduana sobre los productos que no afectaban a sus economías nacionales;
- En 1994, los miembros decidieron reducir en un tercio cada año los impuestos sobre los productos manufacturados;
- En 1997, finalmente decidieron reducir los impuestos sobre los productos que afectaban a sus economías nacionales (como el acero y los textiles) y reducir los impuestos sobre los productos agrícolas en un 10% anual.

## Consecuencias del acuerdo
Se ha producido un aumento del comercio, pero éste no ha representado un resultado económico significativo en comparación con el aumento del comercio internacional entre los países de la región. Entre 2000 y 2006, el comercio regional en los Balcanes Occidentales se triplicó, y el aumento, aunque siga siendo simbólico, demuestra la capacidad de estos países para cooperar en materia económica y acercarse en este ámbito a los requisitos fijados para una posible adhesión a la Unión Europea.
En la década de 2010, los Balcanes Occidentales realizaron el 67% de su comercio económico con la UE; Para Moldavia, la UE representa el 49% de su comercio exterior; Este predominio del comercio con los países de la UE se observa también en la Inversión extranjera directa, que procede principalmente de países de Europa occidental en dirección "de países desarrollados a países en desarrollo". El comercio intrarregional dentro de una región subdesarrollada en comparación con los países de Europa occidental sigue siendo modesto y explica en parte el renovado apoyo de la Comisión Europea para estabilizar y desarrollar la región a través de su estrategia para los Balcanes Occidentales implementada en 2017.